# Dimitrios Khristopoulos
Dimitrios Khristopoulos (in greco Δημήτριος Χριστόπουλος?; Patrasso, 1878 – ...) è stato un maratoneta greco.

## Biografia
Partecipò alle gare di atletica leggera delle prime Olimpiadi moderne che si svolsero ad Atene nel 1896, nella Maratona, nella quale si ritirò.